# OV Большой Медведицы
OV Большой Медведицы (лат. OV Ursae Majoris) — двойная затменная переменная звезда типа Алголя (EA) в созвездии Большой Медведицы на расстоянии приблизительно 1652 световых лет (около 506 парсеков) от Солнца. Видимая звёздная величина звезды — от +11,7m до +10,78m. Орбитальный период — около 9,2512 суток.